# Greatest Hits (album Fleetwood Mac 1988)
Greatest Hits – album kompilacyjny zespołu Fleetwood Mac z 1988 roku, wydany przez wytwórnię Warner Bros. Records. Zawiera zestaw największych przebojów grupy z lat 1975-1988, oraz dwa nagrania nie publikowane dotąd wcześniej: As Long As You Follow i No Questions Asked. W wielu krajach został certyfikowany jako platynowa płyta, m.in. w USA, Wielkiej Brytanii, Australii, Niemczech.

## Lista utworów

### Wersja amerykańska
1. "Rhiannon" (Stevie Nicks) – 4:11
2. "Don't Stop" (Christine McVie) – 3:12
3. "Go Your Own Way" (Lindsey Buckingham) – 3:38
4. "Hold Me" (McVie, Robbie Patton) – 3:45
5. "Everywhere" (McVie) – 3:42
6. "Gypsy" (Nicks) – 4:24
7. "You Make Loving Fun" (McVie) – 3:31
8. "As Long as You Follow" (McVie, Eddy Quintela) – 4:10
9. "Dreams" (Nicks) – 4:14
10. "Say You Love Me" (McVie) – 4:10
11. "Tusk" (Buckingham) – 3:30
12. "Little Lies" (McVie, Quintela) – 3:38
13. "Sara" (Nicks) – 6:22
14. "Big Love" (Buckingham) – 3:38
15. "Over My Head" (McVie) – 3:34
16. "No Questions Asked" (Nicks, Kelly Johnston) – 4:40

### Wersja europejska i australijska
1. "Rhiannon" – 4:11
2. "Go Your Own Way" – 3:37
3. "Don't Stop" – 3:11
4. "Gypsy" – 4:22
5. "Everywhere" – 3:41
6. "You Make Loving Fun" – 3:31
7. "Big Love" – 3:38
8. "As Long as You Follow" – 4:11
9. "Say You Love Me" – 4:09
10. "Dreams" – 4:15
11. "Little Lies" – 3:37
12. "Oh Diane" (Buckingham) – 2:33
13. "Sara" – 6:25 "Tusk" – 3:26
14. "Seven Wonders" (Nicks, Sandy Stewart) – 3:33
15. "Hold Me" – 3:44
16. "No Questions Asked" – 4:41

## Pozycje na listach

### Album
| Lista 1988-1989     | Pozycja |
| ------------------- | ------- |
| Lista amerykańska   | 14      |
| Lista australijska  | 3       |
| Lista brytyjska     | 3       |
| Lista fińska        | 24      |
| Lista holenderska   | 3       |
| Lista niemiecka     | 9       |
| Lista nowozelandzka | 1       |
| Lista szwajcarska   | 18      |
| Lista szwedzka      | 15      |

### Single
| Rok  | Singel                  | Notowania                | Poz. |
| ---- | ----------------------- | ------------------------ | ---- |
| 1988 | "As Long As You Follow" | US Adult Contempoprary   | 1    |
| 1988 | "As Long As You Follow" | US Mainstream Rock Track | 15   |
| 1988 | "As Long As You Follow" | US Billboard Hot 100     | 43   |
| 1988 | "As Long As You Follow" | UK OCC                   | 66   |
| 1988 | "As Long As You Follow" | Lista australijska       | 35   |
| 1988 | "As Long As You Follow" | Lista belgijska          | 17   |
| 1988 | "As Long As You Follow" | Lista holenderska        | 15   |
| 1988 | "As Long As You Follow" | Lista nowozelandzka      | 35   |
| 1989 | "No Questions Asked"    | US Mainstream Rock Track | 37   |

## Certyfikaty
| Kraj                  | Certyfikacja        | Sprzedaż  |
| --------------------- | ------------------- | --------- |
| Australia (ARIA)      | 9 x platynowa płyta | 630 000   |
| Niemcy (BVMI)         | 1 x platynowa płyta | 500 000   |
| USA (RIAA)            | 8 x platynowa płyta | 8 000 000 |
| Wielka Brytania (BPI) | 3 x platynowa płyta | 900 000   |